# Beardown Man
Der Beardown Man ist ein bronzezeitlicher Menhir (englisch Standing stone) in der Nähe des Devil’s Tor und des Cowsic River in Devon in England. Der am unteren Ende ausgebrochene, etwa 3,5 m hohe Menhir besteht aus Granit und wurde vor mehr als 4000 Jahren aufgerichtet.

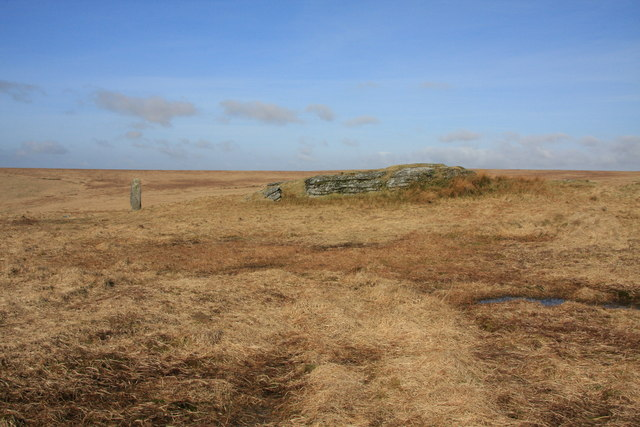
Devil’s Tor und Beardown Man

Der Name Man kommt vom keltischen Maen (deutsch Stein). Beardown bezieht sich auf die Beardown Tors, Hügel im Herzen von Dartmoor, einer Bergregion im Zentrum von Devon.
Der Menhir steht etwa fünfzehn Kilometer nordöstlich von Tavistock. Die nächsten Orte sind Postbridge im Osten und Two Bridges im Süden.